# Otto Friedrich (Politiker)

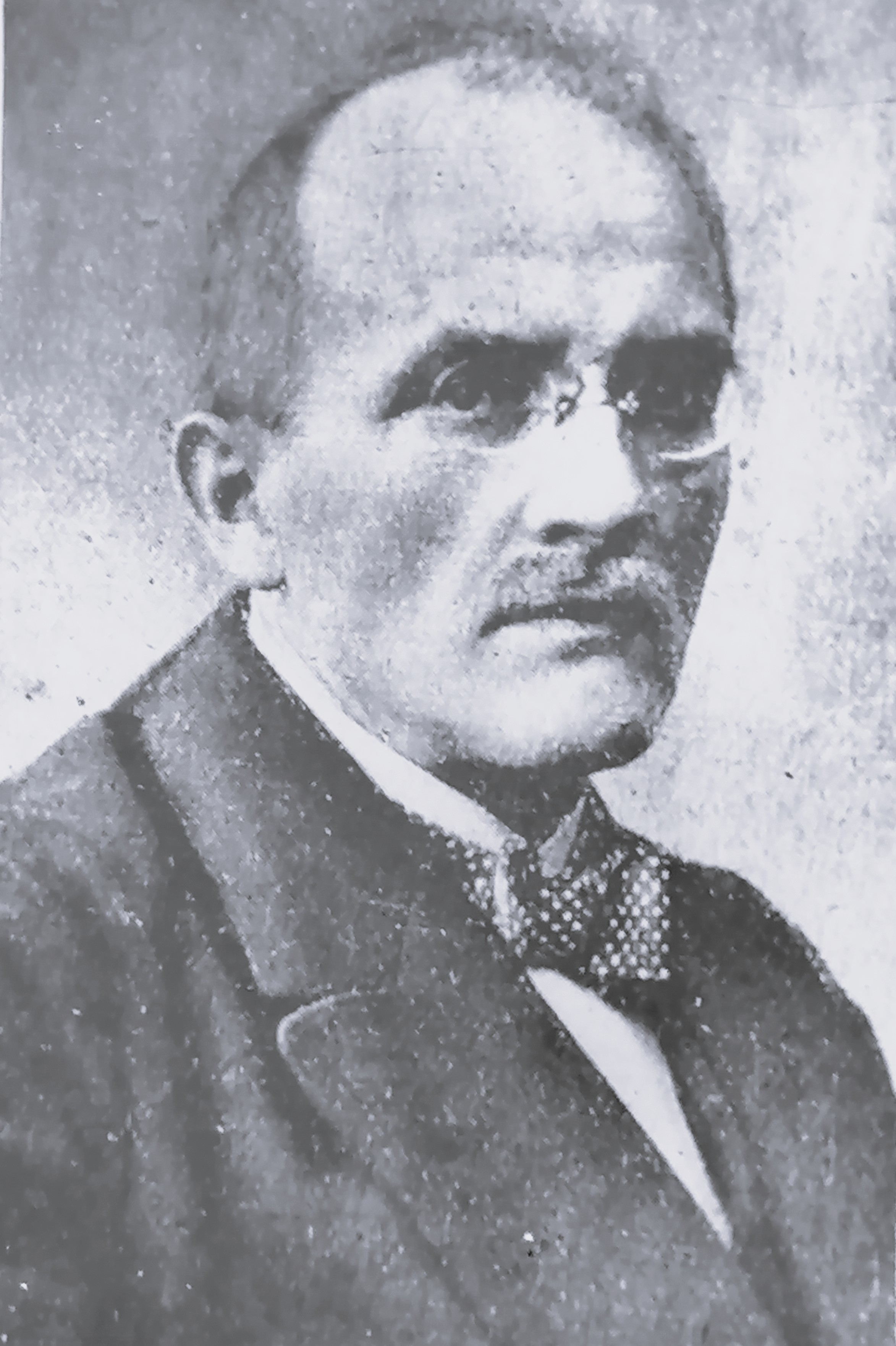
Senator Otto Friedrich

Gustav Adolf Otto Friedrich (* 3. November 1869 in Lindau bei Zerbst; † 13. Februar 1955 in Lübeck) war ein deutscher Journalist und Senator der Hansestadt Lübeck.

## Leben
Otto Friedrich wurde als Sohn eines Schmiedemeisters geboren. Als leitender Redakteur des sozialdemokratischen Lübecker Volksboten kam er 1894 nach Lübeck. Als solcher durchlebte er durch Verurteilungen wegen Pressevergehen manch schwere Zeit. Der „Lübecker Volksbote“ enthob ihn 1904 seines dortigen Amtes.
Bis 1908 arbeitete er in Breslau, von 1908 bis 1919 war Friedrich zuerst in Zwickau dann in Braunschweig (Braunschweiger Volksfreund) als sozialdemokratischer Redakteur tätig. Ab 11. Oktober 1919 leitete er wieder den „Lübecker Volksboten“. Dies tat er bis zu seiner Wahl in den Senat. 1921 wurde der Sozialdemokrat zum Senator der „Freien und Hansestadt Lübeck“ gewählt.
Besonders mit seinem überparteiischen Verhalten in den unruhigen Augusttagen des Jahres 1923 hatte Friedrich sich den Zorn maßgebender Genossen zugezogen. Der damals entfachte Kampf gegen die Polizei, der Senator Friedrich als stellvertretender Polizeiherr in Abwesenheit des Senators Fritz Mehrlein als Chef vorstand, erhielt somit sein spätes Opfer. Dass er damals, unbeirrt von Parteischeuklappen, in keiner Weise aggressiv, sondern durchaus sachgemäß handelte, vergaßen ihm parteipolitisch nicht einseitig eingestellte Lübecker nicht und wählten ihn 1925 erneut in den Senat. Es sollte jedoch nicht dazu kommen, da die sozialdemokratische Partei ihren Einfluss geltend machte und er am 24. April 1925 „freiwillig“ in den Ruhestand trat, da die Anzahl hauptamtlicher Senatoren in Lübeck verringert wurde.

## Schriften
- Die Weisen des Zion. Das Buch der Fälschungen, Lübeck 1920 Digitalisat (Anmerkung: Friedrichs Auseinandersetzung mit Protokolle der Weisen von Zion)